# Ботабас
Ботабас (каз. Ботабас) — село в Щербактинском районе Павлодарской области Казахстана. Входит в состав Галкинского сельского округа. Код КАТО — 556837300.

## Население
В 1999 году численность населения села составляла 110 человек (59 мужчин и 51 женщина). По данным переписи 2009 года, в селе проживало 100 человек (53 мужчины и 47 женщин).